# Sony Dwi Kuncoro
Sony Dwi Kuncoro, né le 7 juillet 1984 à Surabaya en Indonésie, est un joueur professionnel de badminton. Il est vice-champion du championnats du monde en 2007.
En 2004, il a remporté une médaille de bronze aux jeux olympiques d'été de 2004. Il a été triple champion d'Asie en 2002, 2003 et 2005.